# Евърет
Вижте пояснителната страница за други значения на Евърет.
Евърет (на английски: Everett) е град в щата Вашингтон, Съединени американски щати, административен център на окръг Снохоумиш. Намира се на брега на залива Пюджът, на 35 km северно от Сиатъл. В града се намира се намира основният завод на самолетостроителната компания Боинг. Населението на Евърет е около 110 079 души (по приблизителна оценка за 2017 г.).